# Urwahl
Eine Urwahl ist allgemein eine Wahl, bei der zu repräsentierende Personen, wie zum Beispiel die Wahlberechtigten eines Landes oder die Mitglieder einer Partei, selbst wahlberechtigt sind, etwa zur Wahl eines Wahlmännerausschusses.
Heute wird vor allem die direkte Wahl zur Besetzung eines Spitzenamtes innerhalb einer Partei durch ihre Mitglieder als Urwahl bezeichnet. Sie sind abzugrenzen von den sogenannten offenen Vorwahlen, bei denen alle Unterstützer der Partei oder sogar alle Wahlberechtigten über den Kandidaten einer Partei entscheiden dürfen.
Urwahlen werden von etwa 30 bis 50 Prozent der Parteien in westlichen Demokratien genutzt. Zu den Ländern, in denen Parteien Urwahlen zur Besetzung ihrer Spitzenämter nutzen, gehören u. a. Belgien, Kanada, Israel, Spanien, Portugal sowie das Vereinigte Königreich.

## Urwahlen in Deutschland
Im Sinne der allgemeinen Definition bezeichnete die Urwahl zwischen 1848 und 1918 den ersten Wahlgang bei der indirekten Wahl zum Preußischen Abgeordnetenhaus, in dessen Rahmen die Wahlberechtigten entsprechend den Regeln des Dreiklassenwahlrechts die Wahlmänner wählten, welche wiederum die Abgeordneten bestimmten.
Urwahlen bezeichnen darüber hinaus die Wahl von Parteivorsitzenden oder Spitzenkandidaten durch alle Mitglieder einer Partei (alternative Begriffe: Mitgliedervotum oder Mitgliederbefragung). Zwar werden in der Bundesrepublik Parteivorsitzende und Spitzenkandidaten im Allgemeinen von einem Parteitag gewählt. Für die Parteivorsitzenden ist eine Wahl durch den Parteitag sogar rechtlich in § 9 Abs. 4 PartG festgelegt. Die Parteien haben jedoch die Möglichkeit, diese Vorschrift zu umgehen, indem sie ihre Mitglieder über die Wahl eines neuen Parteivorsitzenden befragen, das heißt, die Entscheidung der Mitglieder ist nicht formal bindend und muss durch einen Parteitag bestätigt werden. Dabei ist es jedoch bislang nicht vorgekommen, dass die Parteitagsdelegierten vom Votum der Mitglieder abgewichen sind. Urwahlen zur Aufstellung von Parteivorsitzenden oder Spitzenkandidaten sind in den deutschen Parteien, auch wenn sie seit den 2010er Jahren etwas häufiger zur Anwendung kamen, nach wie vor die Ausnahme.
In der ersten Urwahl eines Bundesvorsitzenden einer großen Partei in der Bundesrepublik wählten die SPD-Mitglieder 1993 Rudolf Scharping. Diese Wahl war jedoch nur eine Empfehlung für einen gesondert abzuhaltenden Parteitag. Nach dem überraschenden Rücktritt von Andrea Nahles hielt die SPD erneut eine Urwahl ab, um ihre Nachfolge zu bestimmen. Gewählt wurde 2019 eine Doppelspitze aus Saskia Esken und Norbert Walter-Borjans. In der CDU wurde der Parteivorsitzende erstmal 2021 durch eine Onlinebefragung aller CDU-Parteimitglieder gewählt. Dabei setzte sich Friedrich Merz gegen die beiden Mitbewerber Norbert Röttgen und Helge Braun durch. Die CDU wählte für das Verfahren bewusst die Bezeichnung Mitgliederbefragung, um die fehlende formale Bindungswirkung des Verfahrens zu betonen. Merz Wahl wurde durch den 34. CDU-Bundesparteitag im Januar 2022 formal bestätigt.
Als erste Partei in Deutschland führte die Piratenpartei Deutschland eine Urwahl zur Bestimmung des Spitzenkandidaten für die Bundestagswahl 2009 durch. Die Grünen stellten ihre Spitzenkandidaten zur Bundestagswahl 2013 (Wahl von Jürgen Trittin und Katrin Göring-Eckardt) sowie zur Bundestagswahl 2017 (Wahl von Cem Özdemir und Katrin Göring-Eckardt) ebenfalls in einer Urwahl durch alle Parteimitglieder auf. Für die Bundestagswahl 2021 wurde auf ein solches basisdemokratisches Verfahren verzichtet. Deutlich häufiger als auf der Bundesebene kommen Urwahlen in den Landesverbänden der Parteien zum Einsatz.

## Urwahlen in Großbritannien
Urwahlen kommen sowohl bei der britischen Labour-Partei als auch bei den Tories zum Einsatz. Bei den Tories kommt ein zwei-stufiges Verfahren zur Anwendung und es findet im ersten Schritt eine Vorauswahl auf zwei Bewerber durch die Unterhausfraktion statt.

## Kritische Rezeption
In der Forschung werden die Auswirkungen von Urwahlen auf die Wahlergebnisse, die Mitgliederentwicklung, den innerparteilichen Wettbewerb sowie die Wahlchancen von Frauen kritisch betrachtet.